# Relace závislosti
Relace závislosti je v matematice binární relace, která zobecňuje relaci lineární závislosti.

## Definice
Nechť {\displaystyle X} je množina. Binární relace {\displaystyle \triangleleft } mezi prvkem {\displaystyle a} z {\displaystyle X} a podmnožinou {\displaystyle S} z {\displaystyle X} se nazývá relace závislosti, kterou značíme {\displaystyle a\triangleleft S}, pokud splňuje následující podmínky:
1. Je-li {\displaystyle a\in S}, pak {\displaystyle a\triangleleft S};
2. Je-li {\displaystyle a\triangleleft S}, pak existuje konečná podmnožina {\displaystyle S_{0}} z {\displaystyle S}, taková, že {\displaystyle a\triangleleft S_{0}};
3. Je-li {\displaystyle T} podmnožinou {\displaystyle X} takovou, že {\displaystyle b\in S} implikuje {\displaystyle b\triangleleft T}, pak {\displaystyle a\triangleleft S} implikuje {\displaystyle a\triangleleft T};
4. Je-li {\displaystyle a\triangleleft S}, ale {\displaystyle a\ntriangleleft S-\lbrace b\rbrace } pro nějaké {\displaystyle b\in S}, pak {\displaystyle b\triangleleft (S-\lbrace b\rbrace )\cup \lbrace a\rbrace }.

Je-li dána relace závislosti {\displaystyle \triangleleft } na {\displaystyle X}, řekneme, že podmnožina {\displaystyle S} z {\displaystyle X} je nezávislá, jestliže {\displaystyle a\ntriangleleft S-\lbrace a\rbrace } pro všechny {\displaystyle a\in S.} Pokud {\displaystyle S\subseteq T}, pak o {\displaystyle S} říkáme, že pokrývá {\displaystyle T,} jestliže {\displaystyle t\triangleleft S} pro každé {\displaystyle t\in T}. Říkáme, že {\displaystyle S} je bází {\displaystyle X,} jestliže {\displaystyle S} je nezávislá a {\displaystyle S} pokrývá {\displaystyle X.}
Je-li {\displaystyle X} neprázdná množina s relací závislosti {\displaystyle \triangleleft }, pak {\displaystyle X} má vždy bázi vzhledem k {\displaystyle \triangleleft .} Navíc libovolné dvě báze {\displaystyle X} mají stejnou mohutnost.
Pokud {\displaystyle a\triangleleft S} a {\displaystyle S\subseteq T}, pak {\displaystyle a\triangleleft T}, s využítím vlastností 3. a 1.

## Příklady
- Nechť {\displaystyle V} je vektorový prostor nad komutativním tělesem {\displaystyle F.} Relace {\displaystyle \triangleleft }, definovaná {\displaystyle \upsilon \triangleleft S} pokud je {\displaystyle \upsilon } v podprostoru, který pokrývá {\displaystyle S}, je relací závislosti. To je ekvivalentní definici lineární závislosti.
- Nechť {\displaystyle K} je nadtělesem {\displaystyle F.} Definujeme {\displaystyle \triangleleft } podle {\displaystyle \alpha \triangleleft S} pokud {\displaystyle \alpha } je algebraické nad {\displaystyle F(S).} Pak {\displaystyle \triangleleft } je závislostní relace. To je ekvivalentní s definicí algebraické závislosti.